# Сьон (футбольный клуб)
«Сьон» (фр. Football Club de Sion) — швейцарский футбольный клуб из одноимённого города. Клуб является двукратным чемпионом Швейцарии и тринадцатикратным обладателем национального кубка.

## Достижения
- Чемпионат Швейцарии
  - Чемпион (2): 1991/92, 1996/97
  - Вице-чемпион (2): 1990/91, 1995/96
  - Бронзовый призёр (6): 1972/73, 1983/84, 1986/87, 1988/89, 1993/94, 2006/07
- Кубок Швейцарии
  - Обладатель (13): 1964/65, 1973/74, 1979/80, 1981/82, 1985/86, 1990/91, 1994/95, 1995/96, 1996/97, 2005/06, 2008/09, 2010/11, 2014/15
  - Финалист: 2016/17
- Суперкубок Швейцарии
  - Финалист: 1986